# Liste der Monuments historiques in Bray-Dunes
Die Liste der Monuments historiques in Bray-Dunes führt die Monuments historiques in der französischen Gemeinde Bray-Dunes auf.

## Liste der Bauwerke
| Bezeichnung       | Beschreibung            | Standort             | Kennzeichnung | Schutzstatus | Datum | Bild |
| ----------------- | ----------------------- | -------------------- | ------------- | ------------ | ----- | ---- |
| Maison de la Dune | Ausgrabungen, Eisenzeit | Rue des Dunes (Lage) | PA00107388    | Classé       | 1978  |      |